# Hôtel de Charnières
L'Hôtel de Charnières, aussi appelé Hôtel de Charnières-Louet, est un hôtel particulier du XVIe siècle situé à Angers, en Maine-et-Loire. 
Il est une œuvre majeure de Jean Delespine dans le champ de l'habitat urbain. 

## Situation
L'Hôtel de Charnières se trouve dans le centre-ville d'Angers, aux numéros 31, 33 et 35 de la place Louis Imbach. Il est construit sur un plan régulier en U entre cour (sur la façade sud-ouest) et jardin (sur la façade nord-est).

## Histoire
En 1558, l'architecte Jean Delespine et Jean Guillot sont sollicités par l'avocat René de Charnières. Le marché de maçonnerie concerne l'édification de l'hôtel de Charnières-Louet, du nom de la famille qui y habite du XVIe au XVIIIe siècle. Cette construction permet à Jean Delespine de gagner en notoriété, pour devenir l'un des principaux architectes angevins de la Renaissance. 
En 1644, Charles Louet, fils de René de Charnières, maire à deux reprises de la ville et conseiller d'Etat, fait construire une remise à carrosses non loin du pavillon droit. Celle-ci est détruite, sans doute avec le percement de la rue Botanique en 1835.
L'intérieur est recomposé à la fin du XVIIIe siècle à la demande de Mélanie-Françoise Louët : le salon est alors décoré de sculptures réalisées par Le Romain.

## Architecture
L'édifice porte des traits caractéristiques de l'hôtel particulier de la seconde renaissance angevine:  plan régulier en U, pavillons symétriques sur la cour, grand corps de logis en fond de cour, façade austère. Dans la grande salle, l'on remarque également les éléments peints aux XVIe et XVIIe siècles : écus armoriés, décor végétal et un portrait présumé de Louis XIV. Situé dans l'aile gauche, l'escalier principal en pierre, rampe-sur-rampe est d'origine.